# Festival Internacional de Cine de Albacete Abycine
El Festival Internacional de Cine de Albacete Abycine es un certamen cinematográfico que se celebra anualmente en la ciudad española de Albacete. Su primera edición arrancó en 1999; tiene lugar entre los meses de septiembre y octubre con una duración aproximada de una semana. Es uno de los certámenes cinematográficos más importantes de España.
El festival está especializado en cine independiente. Tiene entre sus objetivos fundamentales la difusión y promoción de películas y cortometrajes de categoría artística. Otro de sus objetivos es presentar una selección de películas participantes que atiendan las nuevas corrientes del cine joven contemporáneo internacional, y al fenómeno “indie” en el cine español.
Por el festival han desfilado importantes figuras del cine nacional e internacional, como por ejemplo Matt Dillon, Barry Gifford, John Lurie o Carlos Reygadas.

## Historia
El Festival Internacional de Cine de Albacete Abycine nació en 1999, configurándose como uno de los certámenes cinematográficos más importantes de España, donde año tras año han ido desfilando por su pasarela las principales figuras del cine español así como algunas estrellas de la cinematografía mundial.
Con motivo de su XV aniversario, Abycine llevó a cabo una extensión de su festival en la ciudad de Oviedo (Asturias), un evento patrocinado por el Ayuntamiento de Oviedo que se celebró en 2014. El Teatro Filarmónica de la capital asturiana fue la sede oficial del certamen, que contó con la emisión de las proyecciones cinematográficas, la presencia de los directores premiados, conciertos y fiestas en diferentes puntos de la ciudad, así como la entrega del premio Oviedo-Abycine Tierra Astur al mejor cortometraje asturiano.

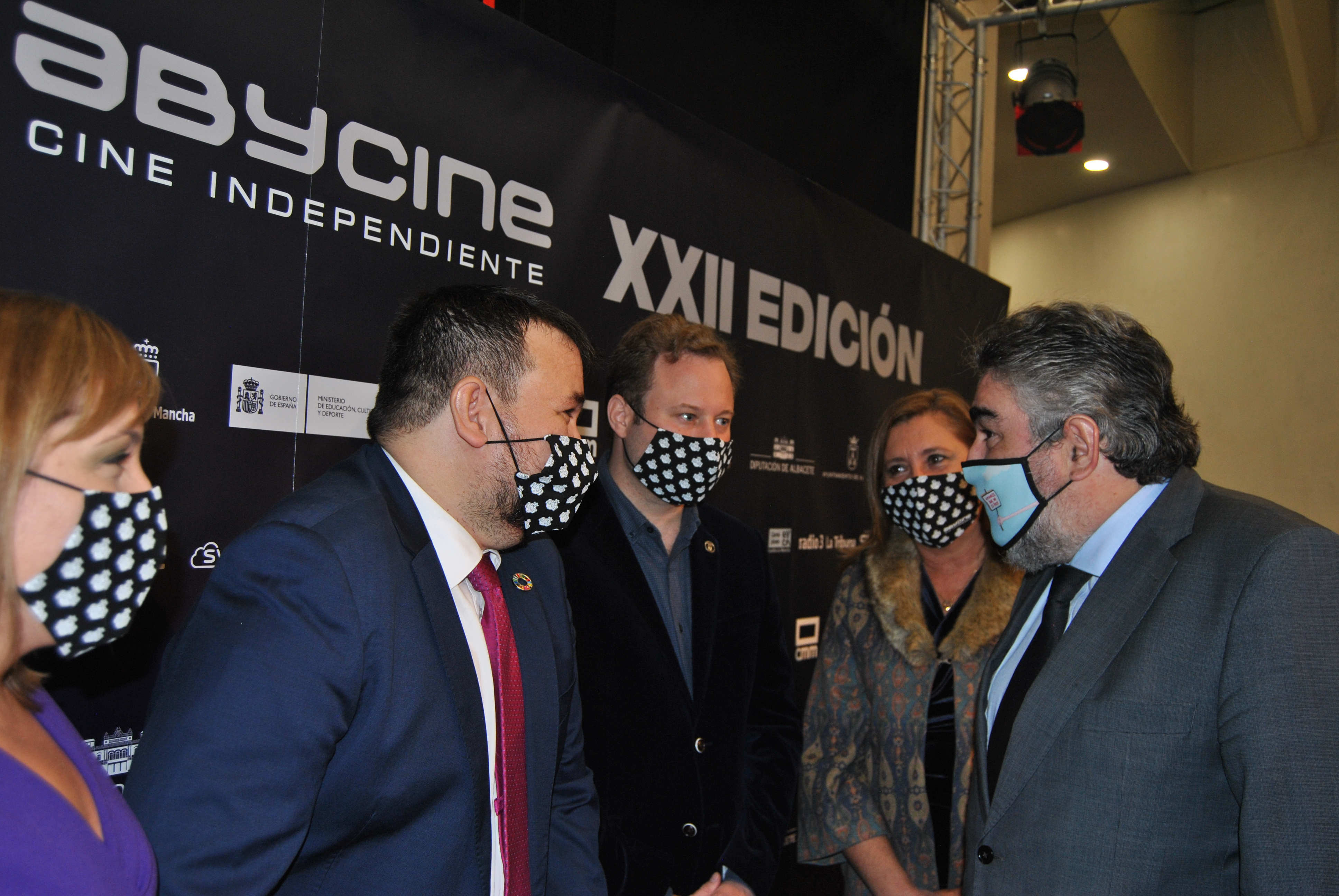
El ministro de Cultura, José Manuel Rodríguez Uribes, a su llegada al Teatro Circo de Albacete para inaugurar la XXII edición del Festival Internacional de Cine Abycine en 2020

En 2020 fue inaugurado por el ministro de Cultura, José Manuel Rodríguez Uribes, donde puso en valor el prestigio y reconocimiento del festival, que es patrocinado por el Gobierno de España.

## Secciones
El festival está constituido por diversas secciones:

### Secciones oficiales competitivas
- Abycine Internacional: Largometrajes de ficción o documental internacionales inéditos comercialmente en España.
- Abycine Cortos: Cortometrajes españoles o en coproducción, o realizados por un director de nacionalidad española, en cualquier formato cinematográfico o digital.
- Videocreación Albaceteña: Piezas audiovisuales albaceteñas realizadas en cualquier formato cinematográfico o digital, por autores albaceteños o personas/productoras radicadas en Albacete.
- Proyectos audiovisuales “Amnistía Internacional-Abycine”: Cortometrajes que versarán sobre el amplio panorama de los Derechos Humanos, recogidos en su Declaración Universal.
- Cortometrajes Deportivos Abycine-Albacete Balompié: Cortometrajes españoles e internacionales de temática exclusivamente deportiva y de cualquier formato audiovisual.
- Hecho en Castilla-La Mancha: Cortometrajes y piezas audiovisuales de realizadores y productoras castellano-manchegas. Podrán concursar también aquellas producciones rodadas en el territorio castellano–manchego.

### Secciones no competitivas
- Abycine Digital-Cine Independiente Español: Esta sección reconoce obras de directores españoles no estrenadas comercialmente en salas españolas que sean una muestra y testimonio del fenómeno independiente del cine joven español, apoyándose sobre todo en formatos digitales.
- Masterclass Internacional y ciclos retrospectivos: Dedicada a la pedagogía del cine e impartida por una reconocida personalidad relacionada con el mundo del cine que, además, realizará una selección de películas.
- Laboratorio de Creación Abycine: Plataforma de producción de proyectos audiovisuales impulsados por el festival y que aúnan cine y música.
- Mi primer Abycine y Abycinitos: Secciones cuya pedagogía se enfoca hacia los colectivos infantiles y adolescentes para educar su mirada cinematográficamente.

## Premios
A continuación se muestran los principales premios que se otorgan en el Festival Internacional de Cine de Albacete. El encargado de otorgarlos es el jurado oficial del festival, compuesto de destacadas figuras internacionales del mundo del cine.
- Premio Llaneia al mejor largometraje internacional
- Primer premio al mejor cortometraje español
- Primer premio al mejor cortometraje deportivo
- Premio Hecho en Castilla-La Mancha al mejor trabajo castellano-manchego
- Primer premio a la mejor videocreación albaceteña

## Sedes
El festival se desarrolla en distintos puntos y escenarios de la ciudad de Albacete:
- Teatro Circo de Albacete: Gala de inauguración
- Recinto Ferial de Albacete
- Cine Capitol: Proyecciones
- Vialia Estación de Albacete-Los Llanos - Cines Yelmo: Clausura y proyecciones
- Sala Pussy Wagon: Concierto de bienvenida
- Sala Swing: Fiesta final
- Sala Sexto Sentido: Conciertos